# Stanisław Mrówczyński
Stanisław Jan Mrówczyński (ur. 1 października 1956 w Warszawie) – polski fizyk, profesor nauk fizycznych, profesor zwyczajny Uniwersytetu Jana Kochanowskiego w Kielcach.

## Życiorys
Ukończył XLIV Liceum Ogólnokształcące im. Antoniego Dobiszewskiego w Warszawie (1975) i Wydział Fizyki Uniwersytetu Warszawskiego (1980). Doktoryzował się w 1985 w Instytucie Fizyki Teoretycznej w Kijowie. Stopień doktora habilitowanego uzyskał w 1991 w Instytucie Problemów Jądrowych im. Andrzeja Sołtana w oparciu o rozprawę pt. Metody teorii transportu w fizyce plazmy kwarkowo-gluonowej. Tytuł naukowy profesora nauk fizycznych otrzymał 14 grudnia 1999.
Związany od 1980 z: Instytutem Badań Jądrowych, Instytutem Problemów Jądrowych im. Andrzeja Sołtana oraz Narodowym Centrum Badań Jądrowych (w Departamencie Badań Podstawowych). W latach 1982–1986 był asystentem w Zjednoczonym Instytucie Badań Jądrowych w Dubnej, natomiast w latach 1989–1990 pracował na stanowisku adiunkta na Uniwersytecie w Ratyzbonie. W 1996 podjął pracę w Wyższej Szkole Pedagogicznej w Kielcach, przekształconej następnie w Akademię Świętokrzyską i Uniwersytet Jana Kochanowskiego. W 2005 na uczelni tej uzyskał stanowisko profesora zwyczajnego. Przez wiele lat był wicedyrektorem ds. naukowych Instytutu Fizyki na Wydziale Matematyczno-Przyrodniczym UJK.
Specjalista w zakresie fizyki cząstek elementarnych i fizyki teoretycznej. Był członkiem Komitetu Fizyki PAN. Wraz z grupą naukowców z Akademii Świętokrzyskiej został uczestnikiem eksperymentów NA49 i Shine/NA61 w CERN. Jest autorem kilkuset publikacji naukowych oraz ponad 130 artykułów popularnonaukowych (m.in. w miesięczniku „Wiedza i Życie” oraz tygodniku „Polityka”). Za popularyzację nauki w prasie otrzymał wyróżnienie honorowe w ramach Nagrody im. Profesora Hugona Steinhausa (1997), zaś za popularyzację fizyki – Nagrodę Polskiego Towarzystwa Fizycznego (1997).